# Bulla (Archäologie)

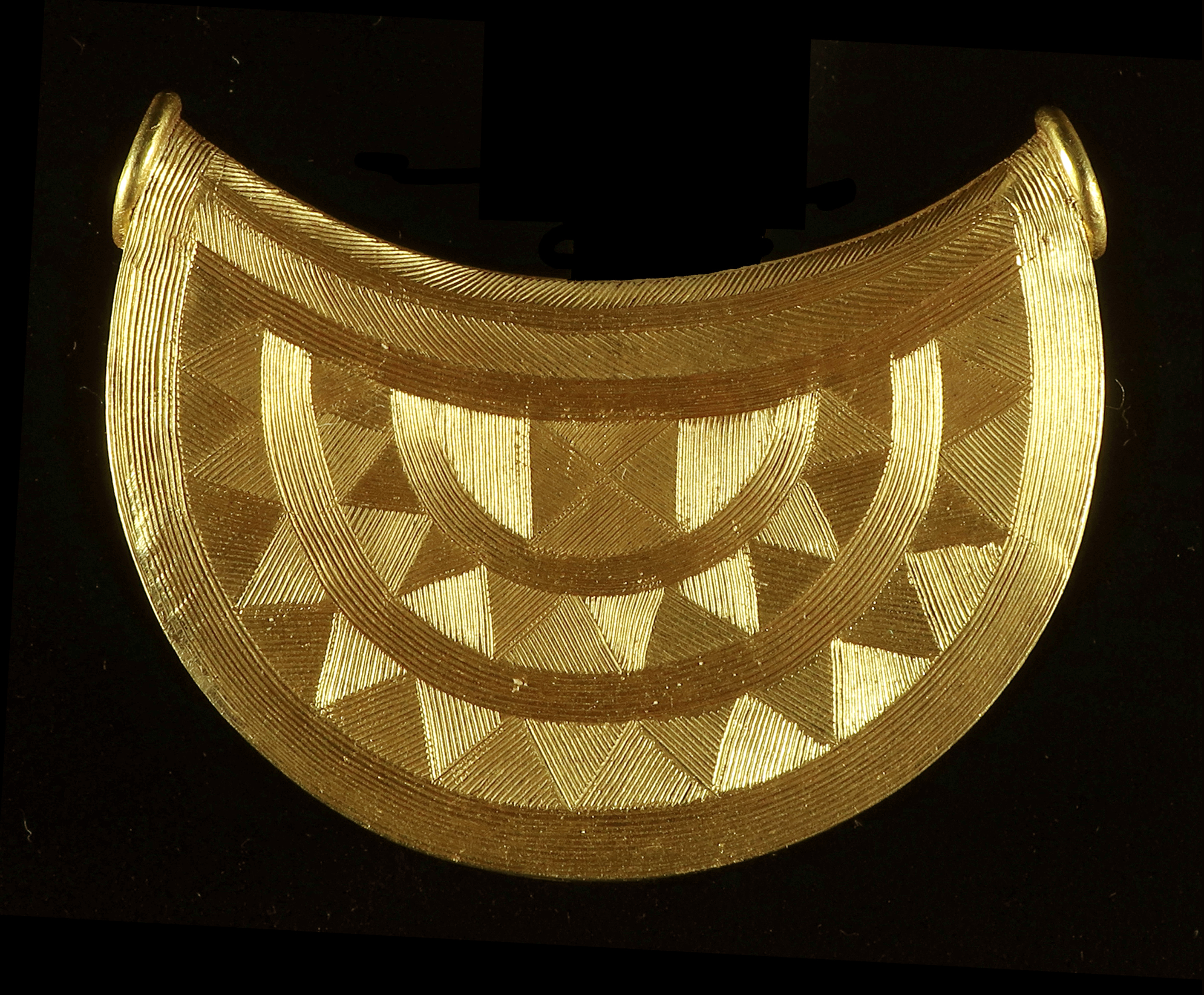
Shropshire Bulla

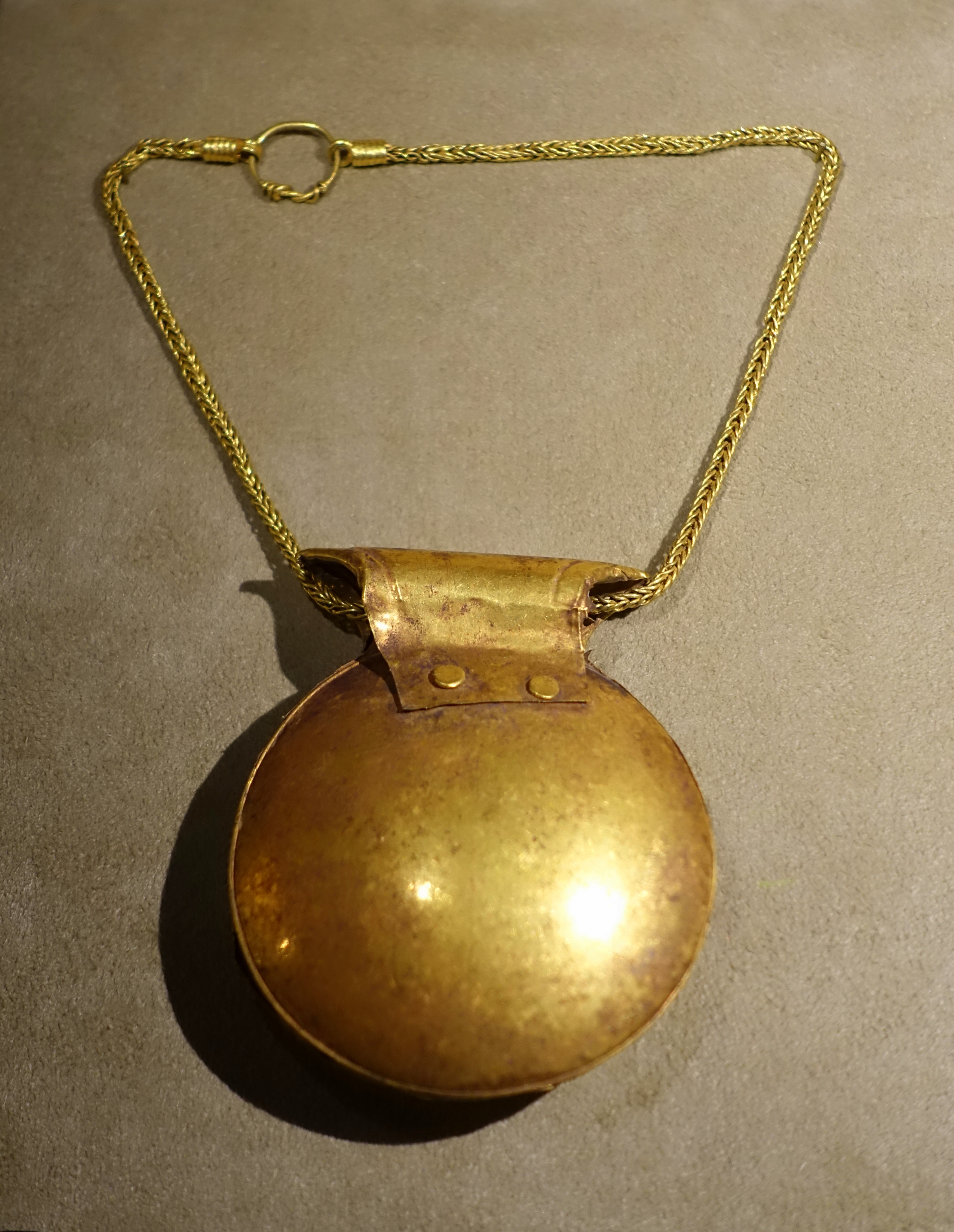
Goldene Bulla. Rom, Vatikanische Museen

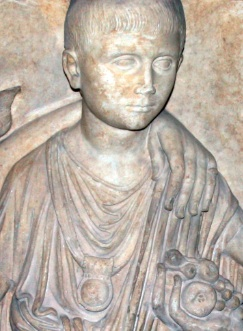
Grabrelief eines Jungen mit Bulla (Ausschnitt). Rom, Vatikanische Museen

Eine Bulla (Plural: Bullae) ist eine Form von Amulett, die in etruskischer und römischer Zeit, aber auch bereits in der Bronzezeit, getragen wurde.

## Bronzezeit
Die Shropshire-Bulla ist ein goldener Anhänger aus der Spätbronzezeit, der 2018 in den Shropshire Marches in Shropshire, in England gefunden wurde. Die Verarbeitung und Dekoration der Shropshire Bulla repräsentiert die höchste Fertigkeit, die bei verzierten Metallarbeiten dieser Zeit zu beobachten war und ist im britischen Kontext nahezu beispiellos.

## Etruskische Zeit
Bei den etruskischen Königen diente die Bulla als Insigne. Nach Macrobius trugen auch Triumphatoren eine Bulla. Aus etruskischen Gräbern sind auch Originalfunde aus Gold bekannt. Meist sind es runde glatte Kapseln von 4–6 cm Durchmesser. Oben sind sie mit einer Öse verschlossen, mit der sie an einem Halsband befestigt werden. Aus etruskischer Zeit sind außerdem verzierte Exemplare bekannt. Gelegentlich wurden auch mehrere Bullae gleichzeitig getragen. Nach Bilddarstellungen konnten bei den Etruskern auch Frauen eine Bulla tragen.

## Römische Zeit
In römischer Zeit änderte sich die Nutzung der Bullae, diese wurden jetzt von frei geborenen Jungen getragen. In antiken Quellen werden sie mehrfach zusammen mit der Toga praetexta genannt. Mit dem Erreichen des Erwachsenenalters legten die Jungen nicht nur die Toga praetexta ab (sie trugen danach die Toga virilis), sondern auch die Bulla, die den Hausgöttern der Familie, den Laren und Penaten geweiht wurde.
Die Amulettfunktion der Bulla war einerseits durch das häufig verwendete Material Gold begründet, das in römischer Zeit als unheilabwehrend galt. Zusätzlich konnten in der Bulla auch Amulette aufbewahrt werden.
Bisweilen trugen auch im Knabenalter dargestellte Gottheiten wie Eroten eine Bulla.

### Weiterer Trägerkreis
Ob in römischer Zeit auch Mädchen eine Bulla trugen, ist umstritten. Nach einer Textstelle in einer Komödie des Plautus trägt ein Mädchen eine Bulla nebst spielzeugartigen Anhängern Crepundia, die als Rassel und ebenfalls als Amulett fungierten, um den Hals. Jedoch scheinen sichere Bilddarstellungen für Mädchen und Frauen in römischer Zeit (anders als bei den Etruskern, vgl. oben) zu fehlen, während römische Knaben häufig mit Bulla gezeigt werden. Für eine Nutzung durch erwachsene Triumphatoren gibt es in römischer Zeit nur einen unsicheren Hinweis. In der provinzialrömischen Kunst in Nordafrika sind darüber hinaus auch erwachsene Männer mit Bulla beim Opfer dargestellt worden.